# أيباد برو (الجيل الثاني)
في 5 يونيو 2017، تم الإعلان عن الجيل الثاني من ايباد برو والذي يتميز بمعالجات أ1 ,0اكس انصهار، مع خيارات تخزين تبلغ 64 جيجابايت و 512 جيجابايت. تتضمن الشاشات التي تمت ترقيتها إصدار 10.0 بوصه ليحل محل الطراز 9.7 بوصه، بينما تم تحديث الإصدار 12.9 بوصه. بعد هذا الإعلان، تم ايقاف كلا الطرازين من الجيل الأول من ايباد برو.

## ميزات
تم الإعلان عن الجيل الثاني من ايباد برو في 5 يونيو 2017 , جنبا إلى جنب مع أي اس أو 11 في 2017 دبليو دبليو دي سي . الجيل الثاني من طرازات ايباد برو، بمقاس 10.5 بوصة و 12.9 بوصة، تحتوي على وحدة معالجة مركزيه أ10 اكس ومع 12 وحده معالجه الرسومات الاساسيه، تقنيه العرض بروميشن من ابل التي تدعم محتوى اتش دي ار10 ورؤيه دولبي (مع نظام التشغيل أي اخ اس 11 أو احدث) بمعدل تحديث 120 هرتز وشاشه ترو تون أكثر سطوعا بسبة 50 بالمئة من الموديلات السابقه يحتوي كلا الحجمين أيضا على كاميرا خلفية بدقة 12 ميجا بكسل مع فلاش ترو تون رباعي ال أي دي وكاميرا اماميه بدقة 7 ميجا بكسل مع ريتاين فلاش لديهم سرعات اتصال يو اس بي سي يحتوي ايباد برو من الجيل الثاني على سعة تحخزين تصل إلى 512 جيجابايت (1جيجابايت = 1مليار بايت).

## استقبال
أشاد كل من ماكس باركير من المراجعات الموثوقه و Gareth Beavis من TechRadar بصوت وأداء طراز 10.5 بوصة عالي الجودة، على الرغم من أن كلا النقاد أشاروا إلى أنها باهظة الثمن. بمراجعة جهاز iPad Pro مقاس 12.9 بوصة من الجيل الثاني، أثنت Lauren Goode من The Verge على جودة الكاميرا ومعالج A10X وحجم الشاشة الكبير، لكنها قالت إن الجهاز كان من الممكن أن يكون أرخص. عند مراجعة جهاز ايباد برو مقاس 12.9 بوصة من الجيل الثاني، أثنت لورين قود من ذا فيقر على جودة الكاميرا ومعالج A10X وحجم الشاشة الكبير، لكنها جادلت بأن الجهاز كان من الممكن أن يكون أرخص.

## روابط خارجية
- الموقع الرسمي